# 퍼스널 트레이너

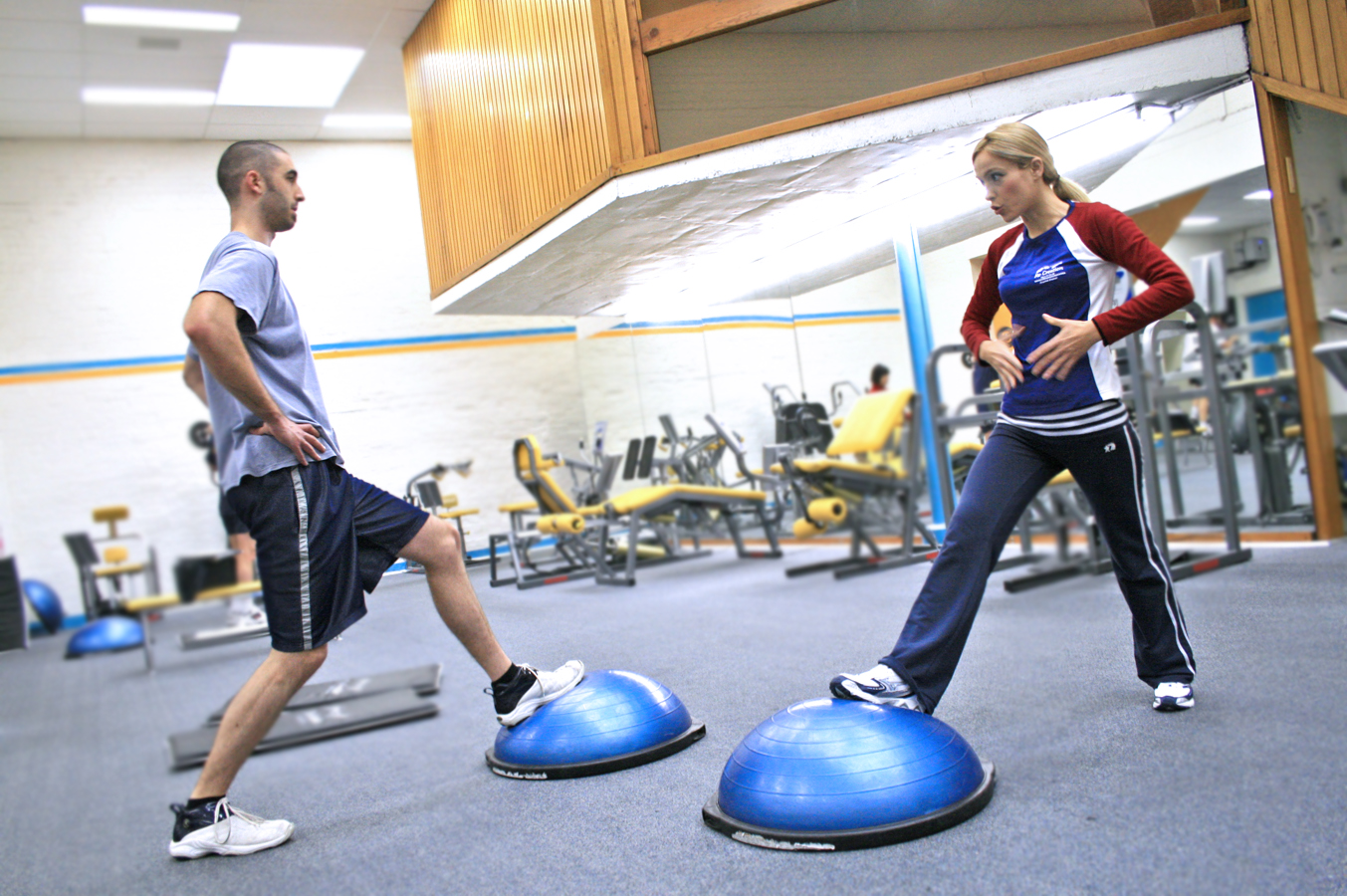
퍼스널 트레이너와 운동하는 사람

퍼스널 트레이너(Personal trainer) 또는 개인 트레이너는 운동을 개인적으로 지도해주는 직업이다.
개인 트레이너는 건강한 개인 및 그룹, 또는 운동할 수 있는 의료 허가를 받은 사람들을 위한 안전하고 효과적인 운동 프로그램을 만들고 제공하는 사람이다. 이들은 목표 설정을 위해 협력하고, 의미 있는 피드백을 제공하고, 책임에 대한 신뢰할 수 있는 근원이 됨으로써 고객에게 동기를 부여한다. 트레이너는 또한 사전 건강 검진으로 시작하여 다양한 평가를 수행하며 자세 및 움직임에 대한 평가도 포함될 수 있다. 효과적인 운동 프로그램을 개발하는 데 필요한 관련 정보를 관찰하고 수집하기 위한 유연성, 균형, 핵심 기능, 심폐 건강, 근력 건강, 신체 구성 및 기술 관련 매개변수(예: 힘, 민첩성, 조정, 속도 및 반응성) 고객의 목표 달성을 지원한다.
이러한 평가는 운동 프로그램 시작 시와 후에 수행되어 고객의 체력 향상을 향한 진행 상황을 측정할 수 있다. 트레이너는 기본 평가를 고객의 신체적 능력의 시작점으로 사용하고 개인에게 개인적으로 적합하도록 프로그램을 구성하는 진행 모델에 따라 운동 프로그램을 만든다. 또한 일반적인 건강 및 영양 지침을 포함하여 웰빙의 다양한 측면에 대한 교육도 제공한다. 내담자가 삶의 다양한 측면에서 자신의 잠재력을 최대한 발휘할 수 있도록 돕기 위해서는 내담자가 지략이 있고 변화할 수 있다는 믿음과 함께 포괄적인 내담자 중심 접근이 필요하다.
자격을 갖춘 개인 트레이너 또는 공인 개인 트레이너(CPT)는 자신의 전문 분야를 인정한다. 트레이너가 고객 중 한 명이 고객이 운동 프로그램에 안전하게 참여하는 데 방해가 될 수 있는 건강 상태를 가지고 있다고 의심하는 경우 고객에게 의료 승인을 위해 적절한 의료 전문가에게 의뢰해야 한다.

## 같이 보기
- 운동 (활동)
- 피트니스
- 전문 피트니스 코치